# Karamea River
Der Karamea River ist ein 83 km langer Fluss an der Westküste der Südinsel von Neuseeland.

## Geographie
Der Karamea River entspringt an der Ostflanke des 1384 m hohen Biggs Tops, am südwestlichen Ende der Luna Ridge gelegen. Das Quellgebiet liegt 7 km südwestlich des 1630 m hohe Mount Luna und zählt damit zum Einzugsgebiet des Kahurangi National Park. Nach einem rechtsdrehenden 270 Grad-Bogen führt der Weg des Flusses anschließend nach Norden, um nach dem Zusammenfluss mit dem Leslie River nach Westen abzudrehen und vor den Fenian Range nach Süden zu schwenken. Am Ende des Gebirgszugs dreht der Fluss dann nach Westen ab und mündet südlich des Ortes Karamea in die Tasmansee.
Während der Unterlauf des Karamea Rivers zur Region West Coast gehört, zählt der größere östliche Teil des Wasserlaufes zur Region Tasman. Am unteren Teil des Flusses liegen die beiden kleinen Siedlungen Umere und Arapito.
Neben vielen Stream zählen folgenden Flüsse zu den Nebenflüssen des Karamea Rivers: Taipō River und Kakapo River linksseitig und Crow River, Leslie River, Roaring Lion River, Beautiful River und Ugly River rechtsseitig.
Das gesamte Wassereinzugsgebiet des Flusse umfasst 1210 km².

## Nutzung
Der Fluss eignet sich in seinem gesamten Flussverlauf zum Angeln von Forellen. Untersuchungen haben ergeben, dass in einigen Flussabschnitten sich bis zu 100 Fische pro Kilometer aufhalten.